# Elachista anserinelloides
Elachista anserinelloides is een vlinder uit de familie grasmineermotten (Elachistidae). De wetenschappelijke naam is voor het eerst geldig gepubliceerd in 2003 door Nel.
De soort komt voor in Europa.